# Radical 111
Le radical 111, qui signifie la flèche, est un des 23 des 214 radicaux chinois répertoriés dans le dictionnaire de Kangxi composés de cinq traits.
Le caractère Unicode de 矢 est 77E2.

## Caractères avec le radical 111
| nombre de traits          | caractères |
| ------------------------- | ---------- |
| Sans trait supplémentaire | 矢         |
| 2 traits supplémentaires  | 矣         |
| 3 traits supplémentaires  | 矤 知      |
| 4 traits supplémentaires  | 矦 矧 矨   |
| 5 traits supplémentaires  | 矩         |
| 6 traits supplémentaires  | 矪 矫      |
| 7 traits supplémentaires  | 矬 短      |
| 8 traits supplémentaires  | 矮         |
| 12 traits supplémentaires | 矯 矰      |
| 14 traits supplémentaires | 矱         |
| 15 traits supplémentaires | 矲         |